# Tribunal constitucional

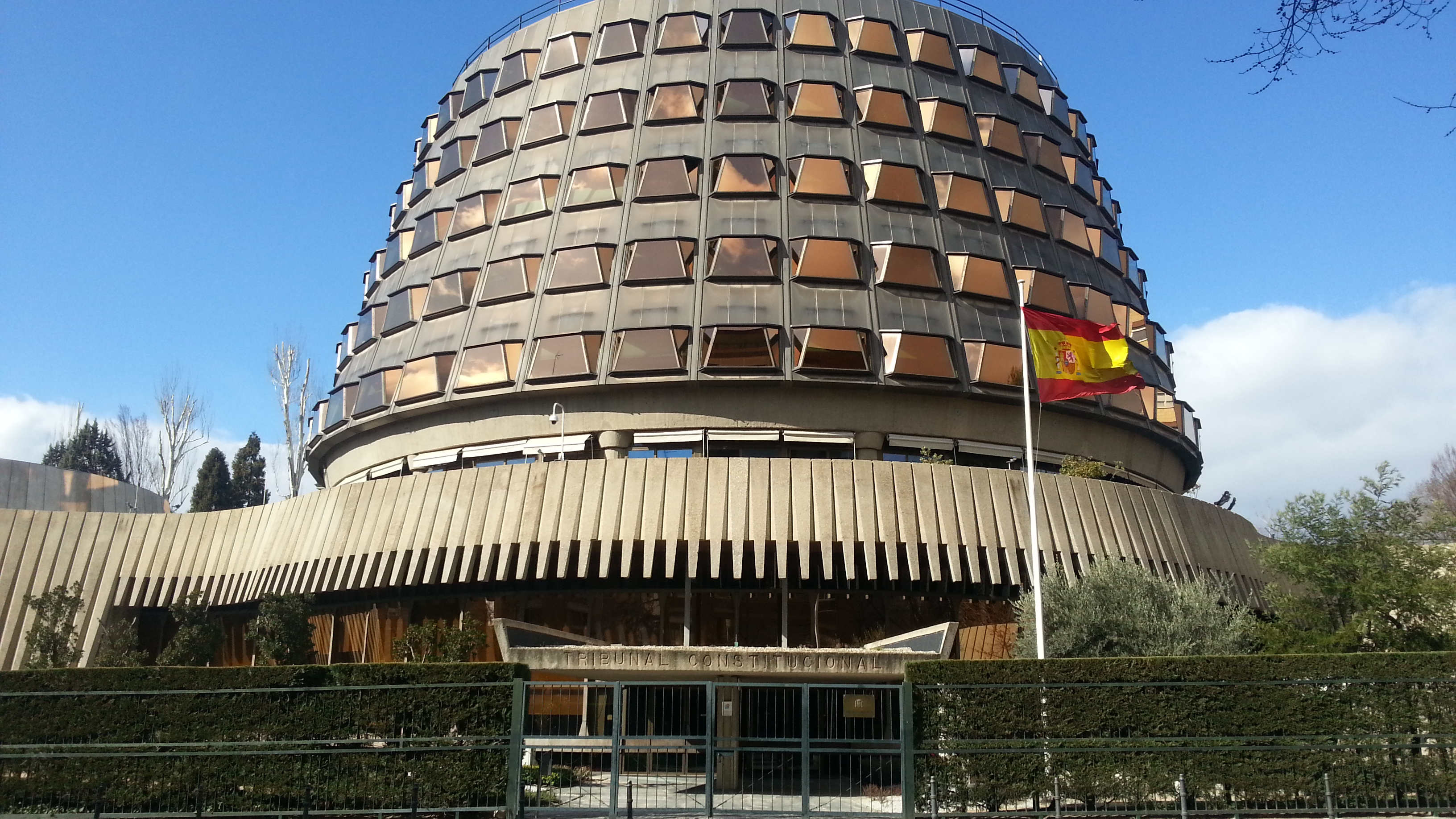
Edificio del Tribunal Constitucional de España en Madrid.

Un tribunal constitucional o corte constitucional es un órgano jurisdiccional que es responsable, principalmente, de hacer efectiva la primacía de la constitución, de interpretarla y de ejercer el control de constitucionalidad de las leyes y otras normas de rango inferior, esto es, revisar la adecuación a la constitución de las leyes, y en último término de los proyectos de ley y los decretos legislativos o del poder ejecutivo.
De acuerdo al modelo kelseniano, un tribunal constitucional actúa como un legislador negativo, pues carece de la facultad de crear leyes, pero en el caso de que entienda que una de las promulgadas vulnera lo dispuesto en la Constitución, tiene poder para expulsarla del ordenamiento jurídico, declarando su inconstitucionalidad. Teorías más recientes sostienen que la tarea de un tribunal constitucional es ejercer una función jurisdiccional, resolviendo conflictos de carácter constitucional, que puede incluir la revisión de la actuación del poder legislativo.
El profesor de Derecho Penal de la Universidad de Barcelona Amadeu Recasens ha señalado que el Tribunal Constitucional ejerce la actividad jurisdiccional en un ámbito específico y que «tal excepción al principio general de unidad jurisdiccional que caracteriza a los Estados de derecho se justifica por la necesidad de garantizar la validez de la Constitución como norma suprema del ordenamiento jurídico». «Su decisión, vinculante, tiene capacidad para anular o expulsar del ámbito jurídico a la norma tachada de inconstitucional», añade Recasens.
Con la aparición de los Tribunales Jurisdiccionales surgió el problema de la «doble jurisdicción» —la «ordinaria» y la «constitucional»—, pero, como señaló Francisco Tomás y Valiente (presidente del Tribunal Constitucional de España), «la función de control constitucional atribuida al Tribunal Constitucional... ni merma la independencia de los órganos del poder judicial ni convierte a aquél en un intruso, aunque de sus sentencias se derive en ocasiones la realidad de la jurisdicción ordinaria».

## Modelos
Según Recasens existen tres modelos para impartir la justicia constitucional:
1. Modelo de control concentrado o modelo austríaco (por haber sido en Austria donde se instituyó por primera vez, en 1919, influenciado por la escuela kelseniana). Consiste en crear tribunales específicos, conocidos generalmente como Tribunales Constitucionales, situados fuera del ámbito del poder judicial y que emanan de la propia Constitución, «por ser la única que puede controlarse a sí misma, no pudiendo dejarse esta función ni a una ley —que sería inferior— ni al Parlamento, ni al poder judicial, que pueden ser ellos mismos objeto de control». El modelo se generalizó en Europa después de la Segunda Guerra Mundial, aunque durante el periodo de entreguerras algunos países ya lo adoptaron como Checoslovaquia en 1920 o España en 1931 (tras la proclamación de la Segunda República española, con el nombre de Tribunal de Garantías Constitucionales).
2. Modelo difuso. Es el propio de Estados Unidos donde la justicia constitucional corre a cargo de los tribunales ordinarios en cuya cúspide se sitúa el Tribunal Supremo que es el que decide en última instancia estableciendo la jurisprudencia que deben seguir los tribunales inferiores. Este modelo ha sido adoptado por algunos países latinoamericanos.
3. Modelo mixto. «Ampliamente difundido en la actualidad, mezcla elementos jurídicos y políticos, admitiendo tanto la vía incidental de excepción de inconstitucionalidad (a la que tienen acceso todos los ciudadanos de modo indirecto a través de los procedimientos judiciales ordinarios), como la vía principal abierta a los órganos estatales». Algunos autores han comenzado a considerar a los Tribunales Constitucionales que siguen este modelo mixto como un «cuarto poder» o como una «cámara parlamentaria paralela», dada «su capacidad de incidencia en las normas, que puede llegar a anular, y por lo tanto su penetración en el campo legislativo».

## Tribunales constitucionales
| - África: - Suprema Corte Constitucional de Egipto - Tribunal Constitucional de Sudáfrica - América: - Tribunal Constitucional de Bolivia - Corte Constitucional de Colombia - Sala Constitucional de Costa Rica - Sala de lo Constitucional de El Salvador - Sala Constitucional de Venezuela - Tribunal Constitucional de Chile - Corte Constitucional del Ecuador - Corte de Constitucionalidad de Guatemala - Tribunal Constitucional del Perú - Tribunal Constitucional de República Dominicana - Asia: - Tribunal Constitucional de Corea - Tribunal Constitucional de Tailandia | - Europa: - Tribunal Constitucional de Andorra - Tribunal Constitucional de Austria - Tribunal Constitucional de Bélgica - Tribunal Constitucional de Croacia - Tribunal Constitucional Federal de Alemania - Tribunal Constitucional de España - Consejo Constitucional de Francia - Tribunal Constitucional de Hungría - Corte Constitucional de Italia - Tribunal Constitucional de Polonia - Tribunal Constitucional de Portugal - Tribunal Constitucional de República Checa - Corte Constitucional de Rumanía - Corte Constitucional de la Federación Rusa - Tribunal Constitucional de Turquía - Corte Constitucional de Ucrania |